# Subiektywna granica ubóstwa
Subiektywna granica ubóstwa – wielkość dochodów odpowiadająca w przybliżeniu poziomowi deklarowanemu przez respondentów jako „ledwie wystarczający”.
Najbardziej popularnymi metodami wyznaczania ubóstwa subiektywnego są metoda lejdejska (LPL – Leyden Poverty Line) oraz subiektywna (SPL – Subjective Poverty Line). Pierwsza opiera się na szacunku indywidualnej funkcji dobrobytu określającej poziom dochodów niezbędnych do utrzymania gospodarstwa domowego, druga zaś na deklaracji jednostek odnośnie do minimalnego dochodu niezbędnego do realizacji potrzeb. Inną znaną metodą wyznaczania subiektywnych linii ubóstwa są pytania opracowane przez H. Deleecka, określane jako metoda ubóstwa dla polityki społecznej (CSP – Centre for Social Policy Poverty Line). Odzwierciedla ona rzeczywiste dochody gospodarstwa domowego pozwalające „wiązać koniec z końcem”.